# Grosse (droit)
Pour les articles homonymes, voir Grosse.
Une grosse d'un jugement civil est la copie exécutoire de la décision (arrêt, jugement ou ordonnance), délivrée par le greffe aux parties à la procédure.
C'est cette copie exécutoire qui est transmise le cas échéant à un huissier de justice afin qu'il accomplisse les actes d'exécution forcée requis (notamment les saisies).

## Origine du terme
Autrefois, les jugements étaient recopiés à la main par les greffiers et la délivrance de la copie était payante, facturée à la page. Les greffiers avaient alors pris l'habitude de recopier l'exemplaire facturé de la décision en gros caractères (la décision était grossoyée). Au contraire, la minute (en menus caractères) est l'exemplaire de la décision conservée par le Greffe.

## Application

### France
La copie exécutoire est délivrée en application de la loi n°76-519 du 15 juin 1976 relative à certaines formes de transmission des créances.
La loi n°91-650 du 9 juillet 1991 permettait jusqu'en 2012 une exécution forcée (saisie-attribution, etc.) sans obtention d'une condamnation.
Depuis 2012 un code des procédures civiles d'exécution a été créé.